# Liste des directeurs de l'École normale supérieure
L’École normale supérieure était initialement dirigée par un directeur des études, puis par un directeur assisté d'un directeur-adjoint, ainsi que d'un secrétaire général. Traditionnellement, lorsque le directeur était un littéraire, le sous-directeur était lui un scientifique, qui deviendrait ensuite directeur assisté d'un nouveau sous-directeur qui serait alors un littéraire, et ainsi de suite.
Elle est actuellement dirigée par un directeur, nommé par décret du Président de la République, et deux directeurs-adjoints, l'un pour la section des lettres, l'autre pour celle des sciences.

## Directeurs
| Liste des directeurs | Liste des directeurs | Liste des directeurs             | Liste des directeurs | Liste des directeurs |
| -------------------- | -------------------- | -------------------------------- | -------------------- | -------------------- |
| 1810                 | 1815                 | Pierre-Claude-Bernard Guéroult   |                      | latiniste            |
| 1815                 | 1822                 | François Guéneau de Mussy        |                      | médecin              |
| 1826                 | 1830                 | Pierre-Laurent Laborie           |                      | théologien           |
| 1830                 | 1835                 | Joseph-Daniel Guigniaut          | 1811 l               | helléniste           |
| 1835                 | 1840                 | Victor Cousin                    | 1810 l               | philosophe           |
| 1840                 | 1850                 | Paul-François Dubois             | 1812 l               | critique littéraire  |
| 1850                 | 1857                 | François-Étienne Michelle        |                      | philosophe           |
| 1857                 | 1867                 | Désiré Nisard                    |                      | critique littéraire  |
| 1867                 | 1871                 | Francisque Bouillier             | 1834 l               | philosophe           |
| 1871                 | 1880                 | Ernest Bersot                    | 1836 l               | philosophe           |
| 1880                 | 1883                 | Numa Denis Fustel de Coulanges   | 1850 l               | historien            |
| 1883                 | 1903                 | Georges Perrot                   | 1852 l               | helléniste           |
| 1903                 | 1919                 | Ernest Lavisse                   | 1862 l               | historien            |
| 1919                 | 1927                 | Gustave Lanson                   | 1876 l               | critique littéraire  |
| 1927                 | 1935                 | Ernest Vessiot                   | 1884 s               | mathématicien        |
| 1935                 | 1940                 | Célestin Bouglé                  | 1890 l               | sociologue           |
| 1940                 |                      | Georges Bruhat, faisant fonction | 1906 s               | physicien            |
| 1940                 | 1941                 | Jérôme Carcopino                 | 1901 l               | historien            |
| 1941                 | 1942                 | Georges Bruhat, par intérim      | 1906 s               | physicien            |
| 1942                 | 1944                 | Jérôme Carcopino                 | 1901 l               | historien            |
| 1944                 | 1948                 | Albert Pauphilet                 | 1905 l               | médiéviste           |
| 1948                 | 1954                 | Georges Dupont                   | 1904 s               | chimiste             |
| 1954                 | 1963                 | Jean Hyppolite                   | 1925 l               | philosophe           |
| 1963                 | 1971                 | Robert Flacelière                | 1922 l               | helléniste           |
| 1971                 | 1981                 | Jean Bousquet                    | 1931 l               | helléniste           |
| 1981                 | 1989                 | Georges Poitou                   | 1945 s               | mathématicien        |
| 1989                 | 1990                 | Josiane Serre                    |                      | chimiste             |
| 1990                 | 2000                 | Étienne Guyon                    | 1955 s               | physicien            |
| 2000                 | 2005                 | Gabriel Ruget                    | 1962 s               | mathématicien        |
| 2005                 | 2012                 | Monique Canto-Sperber            |                      | philosophe           |
| 2012                 | 2022                 | Marc Mézard                      | 1976 s               | physicien            |
| 2022                 |                      | Frédéric Worms                   | 1982 l               | philosophe           |

## Présidents du conseil d'administration
| Liste des présidents | Liste des présidents | Liste des présidents | Liste des présidents | Liste des présidents |
| -------------------- | -------------------- | -------------------- | -------------------- | -------------------- |
| 1989                 | 1997                 | Jean Favier          |                      | historien            |
| 2001                 | 2004                 | Pierre Corvol        |                      | biologiste           |
| 2004                 | 2006                 | Michel Zink          | 1964 l               | médiéviste           |
| 2006                 | 2009                 | Jean-Claude Mallet   | 1976 l               | conseiller d'État    |
| 2009                 |                      | Pierre-Louis Lions   | 1975 s               | mathématicien        |

## Directeurs de laBibliothèque générale
Bibliothèque générale (jusqu'en 1985)
| Liste des bibliothécaires | Liste des bibliothécaires | Liste des bibliothécaires    | Liste des bibliothécaires | Liste des bibliothécaires |
| ------------------------- | ------------------------- | ---------------------------- | ------------------------- | ------------------------- |
| 1843                      | 1851                      | Athanase Cucheval-Clarigny   | 1840 l                    | historien                 |
| 1851                      | 1868                      | Louis-Eugène Hauvette        | 1875 l                    | indianiste                |
| 1868                      | 1880                      | Jules de Chantepie du Dézert | 1858 l                    |                           |
| 1880                      | 1888                      | Alfred Rébelliau             | 1877 l                    | historien                 |
| 1888                      | 1926                      | Lucien Herr                  | 1883 l                    | philosophe                |
| 1926                      | 1950                      | Paul Étard                   | 1905 l                    | helléniste                |
| 1950                      | 1964                      | Roger Martin                 | 1938 l                    | logicien                  |
| 1964                      | 1985                      | Pierre Petitmengin           | 1955 l                    | latiniste                 |

Bibliothèque Ulm-Jourdan (depuis 1985)
| Liste des bibliothécaires | Liste des bibliothécaires | Liste des bibliothécaires | Liste des bibliothécaires | Liste des bibliothécaires |
| ------------------------- | ------------------------- | ------------------------- | ------------------------- | ------------------------- |
| 1985                      | 2001                      | Pierre Petitmengin        | 1955 l                    | latiniste                 |
| 2001                      | 2010                      | Laure Léveillé            | 1986 l                    | historienne               |
| 2010                      | 2016                      | Nathalie Marcerou-Ramel   |                           | conservateur général      |
| 2016                      |                           | Emmanuelle Sordet         | 1991 l                    | conservateur              |